# Peña Vieja
Peña Vieja és una muntanya calcària que es troba al massís dels Urrieles, la secció central dels Picos de Europa. Administrativament està situat al municipi càntabre de Camaleño i dins el Parc Nacional de Picos de Europa.
Amb els seus 2.617 metres d'altitud representa el segon pic més alt de Cantàbria, el primer si sols es té en compte els que estan totalment dins la Comunitat Autònoma. Tradicionalment s'ha pensat que era el cim més alt de Cantàbria, un honor que en realitat pertany al Torre Blanca.
La primera ascensió coneguda fou realitzada pel comte Saint-Saud acompanyat de Cosme Soberón i Jerónimo Prieto, el 9 de juliol de 1890.